# Hadjer-Lamis
Hadjer-Lamis is een van de 18 regio’s van Tsjaad. De hoofdstad is Massakory.

## Geografie
Hadjer-Lamis ligt in het zuidwesten van het land en grenst aan Kameroen. 
De regio is onderverdeeld in drie departementen: Dababa, Dagana en Haraze Al Biar. 
Regio's: Batha · Borkou-Ennedi-Tibesti · Chari-Baguirmi · Guéra · Hadjer-Lamis · Kanem · Lac · Logone Occidental · Logone Oriental · Mandoul · Mayo-Kebbi Est · Mayo-Kebbi Ouest · Moyen-Chari · Ouaddaï · Salamat · Tandjilé · Wadi Fira

Stad: Ndjamena